# Арда (Лонгфорд)

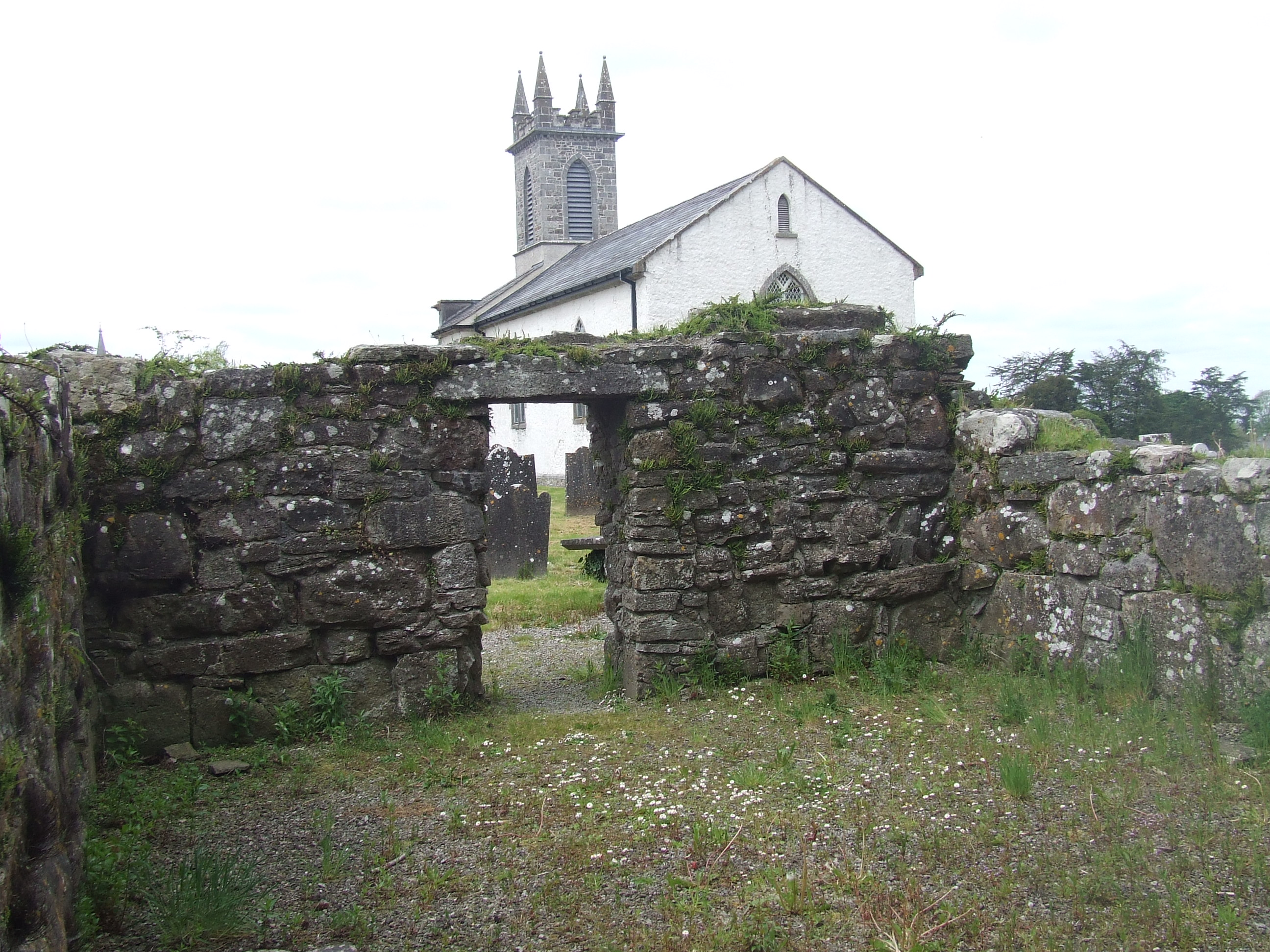
Церкви святого Мела и святого Патрика, Арда

Арда (Ардах; англ. Ardagh; ирл. Ardach, «высокое поле») — деревня в Ирландии, находится в графстве Лонгфорд (провинция Ленстер).
Предполагается, что здесь Святой Патрик построил церковь, оставив в ней за епископа Святого Мэла.
В 1989, 1996 и 1998 годах деревня выигрывала Irish Tidy Towns Competition.